# Аделаида Шаумбург-Липпская (1821—1899)
Аделаида Шаумбург-Липпская (9 марта 1821, Бюккебург, Шаумбург-Липпе — 30 июля 1899, Итцехо, Шлезвиг-Гольштейн) — член дома Шаумбург-Липпе, принцесса Шаумбург-Липпе по праву рождения.

## Биография
Аделаида была второй дочерью Георга Вильгельма Шаумбург-Липпского и принцессы Иды Вальдек-Пирмонтской.
16 октября 1841 года в Бюккебурге Аделаида вышла замуж за Фридриха Шлезвиг-Гольштейн-Зондербург-Глюксбургского. У них родилась дочь:
- Августа (1844—1932) — супруга принца Вильгельма Гессен-Филипсталь-Бархфельдского, единственный сын;

В 1848 году супруги развелись.
В 1854 году Аделаида снова вышла замуж за бывшего мужа Церемония брака прошла 7 мая 1854 года в Турине. После этого у супругов родилось ещё четверо детей:
- Фридрих Фердинанд (1855—1934) — герцог Шлезвиг-Гольштейн-Зондербург-Глюксбургский, был женат на Каролине Матильде Шлезвиг-Гольштейн-Зондербург-Аугустенбургской, имел шестеро детей;
- Луиза (1858—1936) — супруга князя Вальдек-Пирмонт Георга Виктора, имела с ним единственного сына;
- Мария (1855—1941) — настоятельница в Итцехо;
- Альбрехт (1863—1948) — был дважды женат, имел пятерых детей от обоих браков.

## Титулы
- 9 марта 1821 — 16 октября 1841: Её Светлость Принцесса Аделаида Шаумбург-Липпская
- 16 октября 1841 — 19 декабря 1863: Её Светлость Принцесса Шлезвиг-Гольштейн-Зондербург-Глюксбургская, Принцесса Шаумбург-Липпская
- 19 декабря 1863 — 24 октября 1878: Её Высочество Принцесса Шлезвиг-Гольштейн-Зондербург-Глюксбургская, Принцесса Шаумбург-Липпская
- 24 октября 1878 — 27 ноября 1885: Её Высочество Герцогиня Шлезвиг-Гольштейн-Зондербург-Глюксбургская, Принцесса Шаумбург-Липпская
- 27 ноября 1885 — 30 июля 1899: Её Высочество Вдовствующая Герцогиня Шлезвиг-Гольштейн-Зондербург-Глюксбургская, Принцесса Шаумбург-Липпская